# Ludwik Czapka
Ludwik Czapka (ur. 27 maja 1966) – polski hokeista, reprezentant Polski.

## Kariera
- Naprzód Janów (lata 80.-1997)
- KKH Katowice (1997-1999)
- Zagłębie Sosnowiec (1999)
- KKH Katowice (2000-)
- Naprzód Janów (2004)

W barwach reprezentacji Polski do lat 20 uczestniczył w turnieju mistrzostw świata juniorów do lat 20 w 1985 (Grupa A). W barwach seniorskiej reprezentacji Polski uczestniczył w turnieju mistrzostw świata w 1995, 1996 (Grupa B).
W Naprzodzie Janów występował od końca lat 80. W drugiej połowie lat 90. grał w KKH / GKS Katowice. Na początku sezonu 1999/2000 był zawodnikiem Zagłębia Sosnowiec, po czym od stycznia 2000 ponownie był zawodnikiem KKH Hortex Katowice. Później był ponownie zawodnikiem Naprzodu.

## Sukcesy
Klubowe
- Srebrny medal mistrzostw Polski: 1989, 1992 z Naprzodem Janów
- Brązowy medal mistrzostw Polski: 1986, 1987 z Naprzodem Janów, 1997, 1998 z KKH Katowice